# Tachina genurufa
Tachina genurufa är en tvåvingeart som först beskrevs av Villeneuve 1936.  Tachina genurufa ingår i släktet Tachina och familjen parasitflugor. Inga underarter finns listade i Catalogue of Life.